# Igor
Igor  è un nome proprio di persona italiano maschile.

## Varianti in altre lingue
- Basco: Igor[2]
- Bielorusso: Ігар (Ihar)[2]
- Catalano: Igor[5]
- Ceco: Igor[2]
- Croato: Igor[2]
- Lettone: Igors[2]
- Macedone: Игор (Igor)[2]
- Polacco: Igor[2]
- Portoghese: Igor[2]
- Russo: Игорь (Igor')[2]
- Serbo: Игор (Igor)[2]
- Slovacco: Igor[2]
- Sloveno: Igor[2]
- Spagnolo: Igor[5]
- Ucraino: Ігор (Ihor)[2]

## Origine e diffusione
È la ripresa diretta di Игорь (Igor'), un adattamento russo del nome scandinavo Ingvar, nato nel IX secolo quando coloni e mercanti Variaghi cominciarono a stanziarsi nella Russia centro-meridionale. 
La diffusione al di fuori dall'area slava è dovuta alla fama di Igor I, gran principe di Kiev, la cui storia è narrata nel Canto della schiera di Igor' (XII secolo) e in un'opera di Borodin adesso ispirata, Il principe Igor'. È occasionalmente usato anche in Italia, specie nelle zone bilingui del Friuli-Venezia Giulia, ma negli anni 1970 se ne contavano appena trecento occorrenze, di cui oltre la metà a Trieste e per il resto sparse su tutto il territorio.

## Onomastico
L'onomastico si festeggia il 5 giugno in memoria di sant'Igor II, principe, martire a Kiev.

## Persone

Igor Protti

- Igor Antón, ciclista su strada spagnolo
- Igor Budan, calciatore e dirigente sportivo croato
- Igor Cassina, ginnasta italiano
- Igor Gruppman, violinista e direttore d'orchestra ucraino
- Igor Lukšić, politico montenegrino
- Igor Man, giornalista italiano
- Igor Markevitch, compositore e direttore d'orchestra ucraino naturalizzato italiano
- Igor Mitoraj, scultore e pittore polacco
- Igor Paixão, calciatore brasiliano
- Igor Protti, calciatore e dirigente sportivo italiano
- Igor Sibaldi, scrittore, slavista, drammaturgo e traduttore italiano
- Igor Sikorsky, pioniere dell'aviazione, ingegnere e imprenditore statunitense
- Igor Tudor, calciatore e allenatore di calcio croato

### Variante Igor'

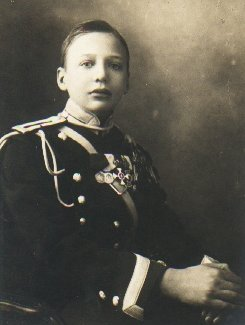
Igor' Konstantinovič Romanov

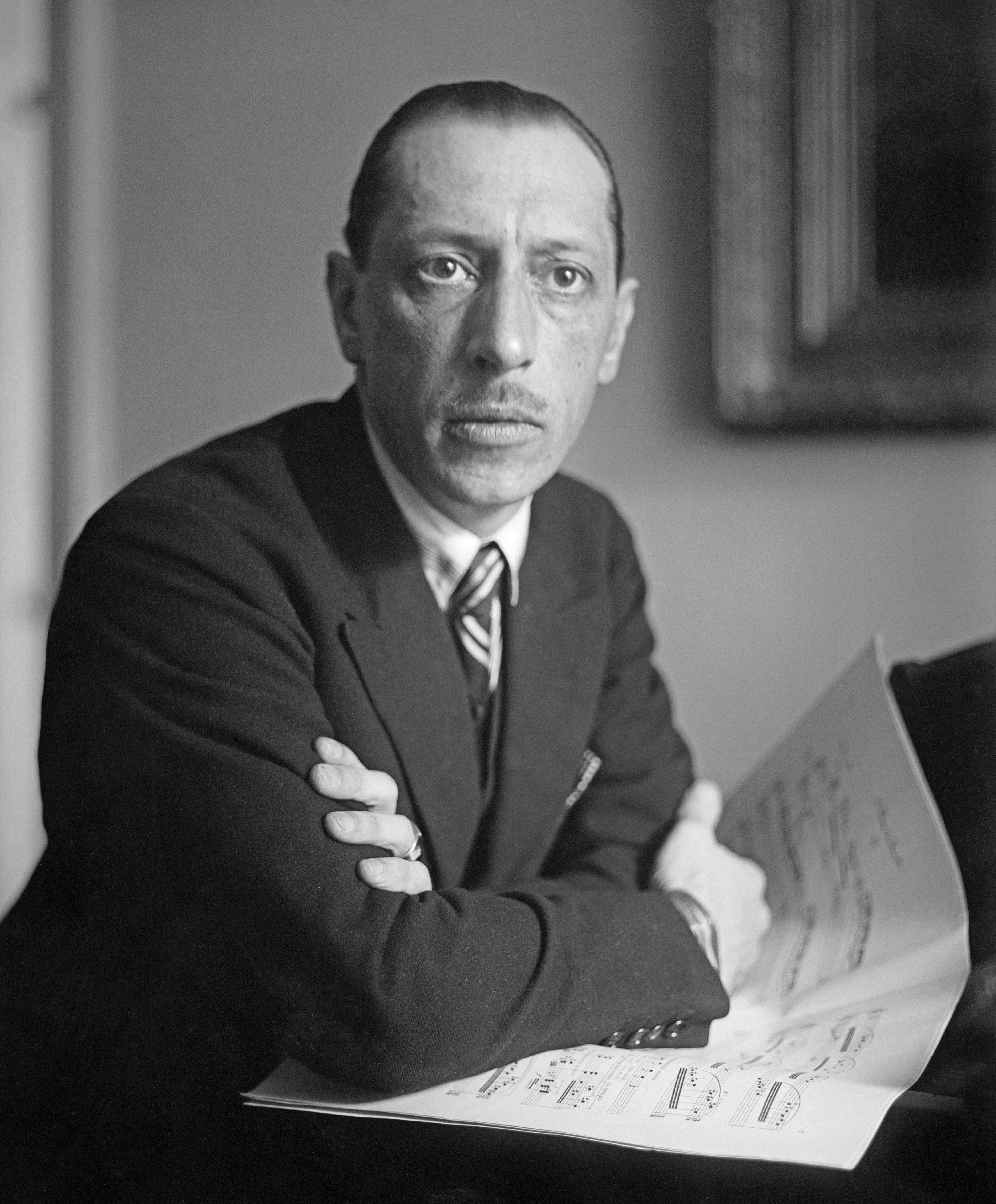
Igor' Fëdorovič Stravinskij

- Igor' di Kiev, Gran Principe di Kiev
- Igor' Akinfeev, calciatore russo
- Igor' Dobrovol'skij, calciatore e allenatore di calcio russo
- Igor' Moiseev, coreografo e ballerino sovietico
- Igor' Netto, calciatore e allenatore di calcio sovietico
- Igor' Ojstrach, violinista russo
- Igor' Panarin, politologo russo
- Igor' Romanov, membro della famiglia Romanov
- Igor' Šafarevič, matematico sovietico
- Igor' Šalimov, calciatore e allenatore di calcio russo
- Igor' Severjanin, poeta russo
- Igor' Smirnov, politico russo
- Igor' Stravinskij, compositore e direttore d'orchestra russo naturalizzato statunitense

### Variante Ihor
- Ihor Bjelanov, calciatore ucraino
- Ihor Kalynec', poeta ucraino
- Ihor Kolomojs'kyj, imprenditore e politico ucraino
- Ihor Palycja, imprenditore e politico ucraino
- Ihor Pavljuk, poeta e scrittore ucraino
- Ihor Vovčančyn, lottatore ucraino

### Variante Igors
- Igors Korabļovs, calciatore lettone
- Igors Miglinieks, cestista e allenatore di pallacanestro lettone
- Igors Savčenkovs, calciatore lettone
- Igors Stepanovs, calciatore lettone